# 20e étape du Tour de France 2008
Pour un article plus général, voir Tour de France 2008.
La 20e étape du Tour de France 2008 s'est déroulée le 26 juillet. Le parcours de 53 km reliait Cérilly à Saint-Amand-Montrond. Il s'agissait du deuxième contre-la-montre individuel de ce Tour de France.

## Profil de l'étape
Il s'agit d'un contre-la-montre de 53 km, sur un parcours relativement plat et légèrement descendant (310 m d'altitude au départ, 159 m à l'arrivée). Il est donc supposé avantager les rouleurs purs.

## La course
C'est la dernière étape décisive du Tour 2008. Au départ, cinq coureurs - Carlos Sastre, Fränk Schleck, Bernhard Kohl, Cadel Evans et Denis Menchov - peuvent espérer conserver ou prendre le maillot jaune. On pense surtout à Cadel Evans, supposé capable de reprendre 1 min 34 s sur Carlos Sastre. L'étape, tout comme le premier contre-la-montre de ce Tour, est remportée par Stefan Schumacher, qui devance Fabian Cancellara, 2e à 21 s, et Kim Kirchen, 3e à 1 min 01 s. Carlos Sastre, 12e à 2 min 34 s ne perd que 29 s sur Cadel Evans, 7e, et conserve donc son maillot jaune, avec 1 min 05 s d'avance sur Evans. Bernhard Kohl, surprenant 9e, s'assure la troisième place du classement général, devant Menchov. Fränk Schleck, 54e, est rétrogradé à la sixième place du classement général, alors que son frère Andy Schleck, 30e, conserve son maillot blanc de meilleur jeune.
Détectés positifs par le laboratoire de Châtenay-Malabry, Schumacher et Kohl reconnaîtront en octobre 2008 s'être dopés à la CERA. C'est donc Fabian Cancellara qui est le vainqueur officiel de ce contre-la-montre, la troisième place du classement général revenant par ailleurs à Denis Menchov.

## Classement de l'étape
| 1.  | Stefan Schumacher     | Gerolsteiner    | en | 1 h 03 min 50 s |
| 2.  | Fabian Cancellara     | CSC Saxo Bank   | +  | 21 s            |
| 3.  | Kim Kirchen           | Columbia        |    | 1 min 01 s      |
| 4.  | Christian Vande Velde | Garmin-Chipotle |    | 1 min 05 s      |
| 5.  | David Millar          | Garmin-Chipotle |    | 1 min 37 s      |
| 6.  | Denis Menchov         | Rabobank        |    | 1 min 55 s      |
| 7.  | Cadel Evans           | Silence-Lotto   |    | 2 min 05 s      |
| 8.  | Sebastian Lang        | Gerolsteiner    |    | 2 min 19 s      |
| 9.  | Bernhard Kohl         | Gerolsteiner    |    | 2 min 21 s      |
| 10. | George Hincapie       | Columbia        |    | 2 min 28 s      |

## Classement général
| 1.  | Carlos Sastre         | CSC Saxo Bank     | en | 84 h 01 min 00 s |
| 2.  | Cadel Evans           | Silence-Lotto     | +  | 1 min 05 s       |
| 3.  | Bernhard Kohl         | Gerolsteiner      |    | 1 min 20 s       |
| 4.  | Denis Menchov         | Rabobank          |    | 2 min 00 s       |
| 5.  | Christian Vande Velde | Garmin-Chipotle   |    | 3 min 12 s       |
| 6.  | Fränk Schleck         | CSC Saxo Bank     |    | 4 min 28 s       |
| 7.  | Samuel Sánchez        | Euskaltel-Euskadi |    | 6 min 32 s       |
| 8.  | Kim Kirchen           | Columbia          |    | 7 min 02 s       |
| 9.  | Alejandro Valverde    | Caisse d'Épargne  |    | 7 min 26 s       |
| 10. | Tadej Valjavec        | AG2R La Mondiale  |    | 9 min 12 s       |

## Classements annexes

### Classement par points
| Classement par points | Total   |
| --------------------- | ------- |
| Óscar Freire          | 244 pts |
| Erik Zabel            | 202 pts |
| Thor Hushovd          | 198 pts |

### Classement de la montagne
| Classement de la montagne | Total   |
| ------------------------- | ------- |
| Bernhard Kohl             | 125 pts |
| Carlos Sastre             | 80 pts  |
| Fränk Schleck             | 80 pts  |

### Classement du meilleur jeune
| Classement du meilleur jeune | Total            | Total            |
| ---------------------------- | ---------------- | ---------------- |
| Andy Schleck                 | 84 h 12 min 32 s | 84 h 12 min 32 s |
| Roman Kreuziger              | +                | 1 min 17 s       |
| Vincenzo Nibali              | +                | 17 min 01 s      |

### Classement par équipes
| Classement par équipes | Total             | Total             |
| ---------------------- | ----------------- | ----------------- |
| CSC Saxo Bank          | 251 h 54 min 35 s | 251 h 54 min 35 s |
| AG2R La Mondiale       | +                 | 15 min 49 s       |
| Rabobank               | +                 | 1 h 05 min 33 s   |